# باشگاه فوتبال مسافی
باشگاه فوتبال مسافی امارات (به زبان انگلیسی Masafi Club) در امارات متحده عربی است. این باشگاه در شهر کوهستانی مسافی از توابع فجیره واقع شده استو در حال حاضر این تیم در لیگ دسته یک امارات بازی می‌کند.

## مربیان
- سیف سلطان[۴]

## بازیکنان ایرانی
- نوید فریدی[۵]